# De jó sport a foci
A De jó sport a foci a Frakk, a macskák réme című rajzfilmsorozat harmadik évadjának első része.

## Cselekmény
Károly bácsi és Frakk foci meccset néznek, Lukrécia szerint ilyenkor nem lehet kibírni őket. A magyar válogatott vezet, de végül vereséget szenved. Károly bácsi és Frakk összetörik a tévét és bánatukban az ágy alá bújnak. A macskák áthívják a szomszéd Lajcsikát, aki focival előcsalogatja a két bánatos drukkert. Szerénke és Lukrécia is próbál játszani, de nekik túl kemény a labda. Károly bácsi, aki legalább ötven éve nem focizott, óriási gólt rúg Frakknak.

## Alkotók
- Rendező és operatőr: Nagy Pál
- Társrendezők: Imre István, Várnai György
- Író: Bálint Ágnes
- Zeneszerző: Pethő Zsolt
- Hangmérnök: Bársony Péter
- Vágó: Czipauer János
- Tervezte: Várnai György
- Háttér: Szálas Gabriella
- Rajzolta: Ifj. Nagy Pál
- Színes technika: Kun Irén
- Gyártásvezető: Doroghy Judit

Készítette a Magyar Televízió megbízásából a Pannónia Filmstúdió

## Szereplők
- Frakk: Szabó Gyula
- Lukrécia: Schubert Éva
- Szerénke: Váradi Hédi
- Károly bácsi: Suka Sándor
- Irma néni: Pártos Erzsi
- Lajcsi: Geszti Péter
- Lajcsi anyja: Czigány Judit
- Rádióriporter: Vass István Zoltán

## Érdekességek
Az első és második évadban Károly bácsi hangját Rajz János, ettől a résztől a sorozat végéig Suka Sándor adta. Ebben a részben szerepel először Lajcsika, a szomszéd kisfiú. A tévéközvetítésben látható részek az 1954-es világbajnokság Magyarország-Brazília (4-2) mérkőzésének felvételei.